# Emil Albert Baldinger
Emil Albert Baldinger (* 26. Juni 1838 in Baden im Kanton Aargau; † 5. Januar 1907 ebenda) war ein Schweizer Forstwissenschaftler und Politiker.

## Biografie
Emil Albert Baldinger wurde als Sohn des Posthalters und Zuchthausverwalters Castor Dominik Baldinger geboren. Von 1856 an studierte er zunächst am Polytechnikum Zürich Forstwissenschaften. Zu Beginn des Studiums schloss er sich hier dem Corps Rhenania an. Anschliessend wechselte er an die Großherzoglich-Sächsische Forstlehranstalt Eisenach. 
Nach Abschluss des Studiums war er von 1860 bis 1887 Kreisförster in Baden und von 1887 bis 1907 aargauischer Kantonsoberförster. Er engagierte sich in der Überführung der ausgedehnten Mittelwälder in Hochwald. Neben seiner Tätigkeit als Förster nahm er Ämter in der Politik war. Von 1884 bis 1885 war er Mitglied des aargauischen Verfassungsrats und 1885 aargauischer Grossrat. Von 1876 bis 1907 gehörte er dem Schweizer Nationalrat an, anfänglich als gemässigt Liberaler, zeitweise als Konservativer und ab 1887 als fraktionsloser Abgeordneter. Als Präsident der nationalrätlichen Kommission für das Forstgesetz galt sein Einsatz der Erhaltung des Schweizer Waldes. Darüber hinaus nahm er aktiv an der gesetzgeberischen Gestaltung von volkswirtschaftlichen Themen wie dem Fabrikgesetz, Banknotenmonopol, Versicherungswesen und Zolltarif teil.